# NGC 3685
NGC 3685 في الفهرس العام الجديد، هي مجرة، تقع في كوكبة الأسد. اكتشفت في 11 ديسمبر 1877 .

## روابط خارجية
- NGC 3685 على موقع ويكي سكاي: DSS2, SDSS, GALEX, IRAS, Hydrogen α, X-Ray, Astrophoto, Sky Map, Articles and images